# نات لوین
نات لوین (انگلیسی: Nat Levine؛ ‏ ۲۶ ژوئیهٔ ۱۸۹۹ – ۶ اوت ۱۹۸۹) تهیه‌کننده فیلم اهل ایالات متحده آمریکا بود.
وی تهیه‌کننده فیلم‌هایی همچون قانون وحش، مردان کوچک، بیگ شو و اسب شیطان بوده‌است.